# Christophe Brunet
Christophe Brunet (ur. 28 marca 1967) – francuski judoka. Uczestnik mistrzostw świata w 1993. Startował w Pucharze Świata w latach 1990, 1992, 1993 i 1995-1998. Zajął siódme miejsce na mistrzostwach Europy w 1995, a także pierwsze w drużynie w 1993 i trzecie w 1995. Złoty medalista wojskowych MŚ w 1992. Mistrz Francji w 1992 i 1996 roku.